# Bogusław Hajdas
Bogusław Hajdas (ur. 21 lipca 1939 w Krakowie) – polski trener piłkarski klasy mistrzowskiej, szkoleniowiec reprezentacji młodzieżowej Polski, działacz Mazowieckiego Związku Piłki Nożnej.

## Życiorys

### Piłkarz
Karierę piłkarską zaczynał w klubie Warta Zawiercie, następnie grał w Lotniku Warszawa (1961–1963), AZS-AFW Warszawa (1963–1967). Grał na lewej pomocy i w obronie.

### Trener
Ukończył studia w Akademii Wychowania Fizycznego w Warszawie. Jako trener pracował w klubach: Gwardia Warszawa, Pogoń Szczecin, Wisła Kraków, Hutnik Nowa Huta, Kuopion Palloseura (Finlandia), Vaasan Palloseura (Finlandia). Pierwszy polski trener na stażu w Anglii i Szkocji na początku lat 70. W końcu grudnia 1980 został powołany na stanowisko II trenera Reprezentacji Polski. W latach 1980–1982 pracował razem Antonim Piechniczkiem, który był trenerem-selekcjonerem. Uczestnik Mistrzostw Świata w Hiszpanii w 1982, na których drużyna narodowa zajęła trzecie miejsce. W latach 1987–1989 był I trenerem Młodzieżowej Reprezentacji Polski U-21. W latach 2000–2004 pracował jako trener koordynator w Stowarzyszeniu Edukacji Młodych Piłkarzy (SEMP) w Warszawie.

### Działacz Mazowieckiego Związku Piłki Nożnej
Od 2000 roku jest czynnie zaangażowany w działalność Wydziału Szkolenia Mazowieckiego Związku Piłki Nożnej.

### Działalność naukowa
Asystent na Akademii Wychowania Fizycznego w Warszawie w latach 1968–1969.

## Nagrody i wyróżnienia
Trener roku wg „Piłki Nożnej” (1977)